# می کوئستل
می کوئستل (انگلیسی: Mae Questel; ۱۳ سپتامبر ۱۹۰۸ – ۴ ژانویهٔ ۱۹۹۸) یک هنرپیشه، و صدا پیشه اهل ایالات متحده آمریکا بود.

## بخشی از فیلمشناسی
از فیلم‌ها یا برنامه‌های تلویزیونی که وی در آن نقش داشته‌است می‌توان به آثار زیر اشاره کرد.
- سفیدبرفی (فیلم ۱۹۳۳) (۱۹۳۳)
- زیگفلد کبیر (۱۹۳۶)
- دختر شوخ (۱۹۶۸)
- چه کسی برای راجر رابیت پاپوش دوخت؟ (۱۹۸۸)